# Homme-plus
Homme-plus (titre original : Man Plus) est un roman de Frederik Pohl publié en 1976. Frederik Pohl a fait équipe avec Thomas T. Thomas (en) pour écrire la suite, Mars Plus, publié en 1994 (sans traduction française à date).

## Résumé
La survie de l'espèce humaine sur Terre étant menacée à très court terme, un programme est mis en place pour coloniser Mars. Comme il serait trop long de transformer la planète Mars pour l'adapter aux humains, on voudrait transformer les hommes en cyborgs pour leur permettre de survivre dans l'environnement martien.

## Distinction
- Le roman reçoit le prix Nebula du meilleur roman 1976[2].
- Il a été nommé au prix Hugo du meilleur roman, prix John-Wood-Campbell Memorial et a été classé troisième au prix Locus du meilleur roman 1977[3].